# Con Permiso
Con Permiso es el título del sexto álbum de estudio de Nuria Fergó. Se trata del disco de regreso de Nuria Fergó quien llevaba 13 años sin publicar disco, regresando con un disco de versiones en forma de ranchera de éxitos musicales de cantantes admirados por Fergó y cuenta con la producción de Jacobo Calderón. Salió a la venta el 13 de mayo de 2022.

## Listado de canciones
1. Hijo de la luna - 4:14
2. Quererte a ti- 3:56
3. La media vuelta ft Ana Belén - 2:50
4. Volver, volver - 3:10
5. Te amaré ft Manu Tenorio - 4:21
6. Paloma Brava - 3:37
7. La Bikina - 3:00
8. Y nos dieron las diez - 5:09
9. La gata bajo la lluvia ft Marina Carmona - 3:24
10. Lo que diga la gente - 3:18

## Singles
1. Hijo de la luna (Videoclip)
2. La media vuelta ft Ana Belén (Videoclip)
3. Te amaré ft Manu Tenorio (Videoclip)
4. La gata bajo la lluvia ft Marina Carmona (Videoclip)

## Listas

### Semanales
| País   | Ranking         | Primera semana | Posición de ingreso | Mejor posición | Semanas en la mejor posición | Semanas en el ranking | Última semana |
| ------ | --------------- | -------------- | ------------------- | -------------- | ---------------------------- | --------------------- | ------------- |
| Europa |                 |                |                     |                |                              |                       |               |
| España | Top 100 álbumes | 27/05/2022     | 42                  | 42             | 1                            | 1                     | -             |